# East Bend (Caroline du Nord)
East Bend est une ville américaine située dans le comté de Yadkin dans l'État de Caroline du Nord. En 2010, sa population était de 612 habitants.

## Démographie
| 1900 | 1910 | 1920 | 1930 | 1940 | 1950 |
| ---- | ---- | ---- | ---- | ---- | ---- |
| 444  | 522  | 508  | 470  | 494  | 475  |

| 1960 | 1970 | 1980 | 1990 | 2000 | 2010 |
| ---- | ---- | ---- | ---- | ---- | ---- |
| 446  | 485  | 602  | 619  | 659  | 612  |

## Source de la traduction
- (en) Cet article est partiellement ou en totalité issu de l’article de Wikipédia en anglais intitulé « East Bend, North Carolina » (voir la liste des auteurs).